# Caledanapis dzumac
Caledanapis dzumac – gatunek pająka z rodziny Anapidae. Zamieszkuje Nową Kaledonię. Bytuje w lasach. Zasiedla ściółkę.

## Taksonomia
Gatunek ten opisany został po raz pierwszy w 1989 roku przez Normana I. Platnicka i Raymonda Roberta Forstera na łamach „Bulletin of the American Museum of Natural History”. Jako lokalizację typową wskazano górę Dzumac na Nowej Kaledonii. Epitet gatunkowy pochodzi od lokalizacji typowej.

## Morfologia
Jedyny zmierzony samiec ma 1,61 mm długości ciała przy karapaksie długości 0,56 mm i szerokości 0,56 mm, a jedyna zmierzona samica 1,28 mm długości ciała przy karapaksie długości 0,62 mm i szerokości 0,53 mm. Ubarwienie karapaksu jest rudobrązowe. W widoku grzbietowym jest on owalny z silnie wystającymi oczami bocznymi. U samca występuje jedna, a u samicy dwie pary guzków ze szczecinkami na części głowowej. Sześcioro oczu rozmieszczonych jest w dwóch rzędach – zanikowi uległa para przednio-środkowa. Oczy pary tylno-środkowej stykają się ze sobą, w widoku przednim leżą wyżej niż oczy pary tylno-bocznej, a w widoku grzbietowym bardziej z przodu niż one. Oczy tylno-boczne stykają się z oczami przednio-bocznymi i oddalone są od tylno-środkowych o półtorakrotność średnicy. Nadustek jest u samca trzykrotnie, a u samicy dwukrotnie wyższy niż średnica oczu przednio-bocznych. Szczękoczułki są rudobrązowe, na przedniej krawędzi zaopatrzone w trzy zęby, z których dwa odsiebne zlane są w jedną strukturę na wspólnej płytce. Prawie pionowa warga dolna ma wcięty wierzchołek i długą ostrogę. Rudobrązowe z jaśniejszymi częściami odsiebnymi szczęki zaopatrzone są w skopule i serrule. Sternum również jest rudobrązowe. Odnóża są żółte, porośnięte delikatnymi szczecinkami. Kolejność par odnóży od najdłuższej do najkrótszej to I, II, IV, III. Uda, a w przypadku pierwszej pary też golenie i nadstopia zaopatrzone są w guzki, u samca znaczniej silniej wykształcone niż u samicy. Opistosoma (odwłok) samca jest szara, z wierzchu z jaśniejszym pasem przez środek skutum grzbietowego. Opistosoma samicy jest jasnoszara z ciemniejszym pasem poprzecznym w tyle, pozbawiona skutum grzbietowego, ale z rozwiniętym skutum przednim. U obu płci opistosoma wyposażona jest w sześć kądziołków przędnych i długi stożeczek. Genitalia samicy mają parę dość krótkich i zaopatrzonych w dośrodkowo skierowane sklerotyzacje  spermatek bocznych oraz dłuższą, pojedynczą, skierowaną ku tyłowi, w tyle gwałtownie zwężoną spermatekę środkową. Nogogłaszczki samca mają rzepkę z wykrojoną brzusznie częścią odsiebną i słabą apofizą dystalno-wentralną, krótką i szeroką goleń, niezmodyfikowane cymbium, duże, bulwiaste, opatrzone rowkiem tegulum oraz poprzecznie umieszczone, proste i stosunkowo krótkie embolus i konduktor.

## Ekologia i występowanie
Pająk ten występuje endemicznie w suchych lasach Nowej Kaledonii. Znajdywany jest na rzędnych od 400 do 900 m n.p.m. Zasiedla ściółkę.